# Коралайн Ада Умке
Коралайн Áда Умке (англ. Coraline Ada Ehmke; (20 століття , США )) — транс-жінка, розробниця програмного забезпечення з Чикаго, штат Іллінойс (США). Відома своєю роботою в Ruby, у 2016 році отримала нагороду Ruby Hero на RailsConf, конференції для розробників Ruby on Rails. Також відома своєю активністю у сфері соціальної справедливості, у тому числі пропагандою прийняття кодексів поведінки для проєктів та спільнот з відкритим вихідним кодом.

## Кар'єра
Працювала у різних галузях, включаючи консалтинг, освіту, рекламу, охорону здоров'я та розробку програмного забезпечення. Емке почала писати програмне забезпечення у 1994 році, використовуючи мову програмування Perl. З того часу вона написала програмне забезпечення на ASP. NET і Java, а в 2007 році почала програмувати на Ruby. Вона є автором 25 систем RubyGems і брала участь у проєктах, включаючи Rspec та Ruby on Rails. Коралайн часто виступала на конференціях з програмного забезпечення та виступала на численних технологічних конференціях по всьому світу, включаючи RubyFuza в Кейптауні, Південно-Африканська Республіка та RubyConf Brazil.
У 2013 році на конференції Madison + Ruby Умке була серед людей, які оголосили про створення спільноти для ЛГБТ-технологів під назвою LGBTech. Під час цього оголошення вона також публічно виступила у ролі трансгендера.
У 2014 році Умке створила вебсайт OS4W.org, щоб допомогти всім жінкам зробити свій внесок у відкритий вихідний код, зв'язавши їх з наставниками та партнерами з парного програмування і визначивши проєкти з відкритим вихідним кодом, які вітають різних учасників.
Також у 2014 році вона розробила Contributor Covenant, що використовується більш ніж у 40 000 проєктах з відкритим вихідним кодом, включаючи такі проєкти, як Google, Microsoft та Apple. У 2016 році за розробку Contributor Covenant Умке було присуджено нагороду Ruby Hero.
Після того, як у березні 2014 року проти засновника та генерального директора GitHub та його дружини були висунуті звинувачення у сексуальних домаганнях, Умке приєдналася до Бетсі Хайбель для створення сервісу «Culture Offset», що дозволяє людям, які не могли бойкотувати GitHub, натомість направляти організаціям, які надають допомогу недопредставленим групам фахівців, які працюють у технологічній галузі. Цей проєкт був представлений у журналах The Wall Street Journal та Wired.
У 2016 році Коралайн приєдналася до GitHub як старший розробник у команді, яка розробляє функції управління спільнотою та захисту від переслідувань для програмної платформи. Вона була звільнена приблизно через рік, і 5 липня 2017 року опублікувала статтю, в якій критикувала культуру GitHub та обставини її звільнення. Її історію було відображено у звіті 2017 року про негласні застереження та угоди про недооцінку, опублікованих CNN.
У 2018 році Умке взяла участь у дискусії на форумі Організації Об'єднаних Націй з питань бізнесу та прав людини в Женеві на тему «Технологічні компанії становлять загрозу правам людини».

## Взаємини з різними рухами
Умке називають прихильницею відкритого програмного забезпечення, проте вона критикує поняття відкритого та вільного програмного забезпечення і запропонувала зробити замість них «етичний вихідний код» та «етичне відкрите програмне забезпечення» (фраза «open source software» використовується свідомо), забороняє ліцензувати його хоча б одним із:
- особам, які прямо чи опосередковано пов'язані з порушенням Загальної декларації прав людини ООН,
- особам, які порушують конвенції або рекомендації Міжнародної організації праці,
- особам, які безпосередньо інвестували в те, що значно шкодить глобальній реакції на зміну клімату на думку Секретаріату ООН щодо зміни клімату .

Крім того, вона випустила ліцензію, що забороняє використання ПЗ особами та групами, які активно і свідомо завдають шкоди маргіналізованим групам та їх представникам. Брюс Перенс (співзасновник Open Source Initiative, що визначає відкритість ліцензії) вважає, що «етичні» ліцензії не витримають випробування в суді: наприклад, порушником може бути держава або представник маргіналізованої групи, а поняття «шкоди» суб'єктивне; крім того, для таких проблем слід використати відповідні закони, а не суд з авторських прав. Усі такі заборони несумісні з пунктами 5 та 6 Визначення Open Source, які забороняють дискримінацію проти людей чи груп людей, або з мети застосування. У відповідь Умке вимагає змінити Визначення та відмовляє OSI та FSF в авторитеті визначення відкритості та вільності ПЗ. Сподіваючись змінити Визначення, у лютому-березні 2020 року висувалась кандидатом на виборах до ради директорів Open Source Initiative, куди не пройшла, але саме в цей час OSI забанила у списку розсилки свого співзасновника Еріка Реймонда — за непідтвердженою інформацією (достовірність цитати невідома, повідомлення видалено), за критику подібної діяльності Умке; це сталося через два місяці після відходу з OSI з іншого приводу Брюса Перенса — іншого співзасновника.
Найбільш відома Умке сприянням широкому прийняттю кодексів поведінки для проєктів та спільнот з відкритим вихідним кодом, у тому числі створенням кодексу Contributor Covenant.
Дії Умке у проєктах із відкритим вихідним кодом викликає занепокоєння про можливу цензуру. Через це Коралайн неодноразово ставала мішенню для негативних повідомлень, у тому числі ультраправих організацій та блогерів (включаючи Breitbart News), вона описала себе як «Сумно відомий воїн соціальної справедливості» після того, як їй дали це прізвисько у статті новинного сайту Breitbart News про її приєднання до GitHub.

## Особисте життя
Умке — трансгендер, і вона розпочала свій перехід у березні 2014 року. Коралайн публічно розповіла про свій перехід у надії допомогти іншим і дала кілька інтерв'ю про свій досвід переходу та роботи як трансжінку в технологічній сфері. Вона також розповіла про свій досвід під назвою «Він тут більше не працює» на конференціях Keep Ruby Weird, Alterconf та Madison + Ruby.
Умке пише і записує музику та випустила кілька альбомів під псевдонімом A Little Fire Scarecrow.